# Degu Debebe
Degu Debebe Gebreyes (ur. 19 marca 1984 w Sikali) – piłkarz etiopski grający na pozycji środkowego obrońcy. Od 2018 roku jest zawodnikiem klubu Wolaitta Dicha SC.

## Kariera klubowa
Swoją karierę piłkarską Degu rozpoczął w klubie Arba Minch Textiles. W jego barwach zadebiutował w pierwszej lidze etiopskiej. Grał w nim do końca sezonu 2003/2004. Latem 2004 przeszedł do Saint-George SA. W sezonach 2005/2006, 2007/2008, 2008/2009, 2009/2010, 2011/2012, 2013/2014, 2014/2015, 2015/2016 i 2016/2017 wywalczył z nim dziewięć tytułów mistrza Etiopii. Wraz z Saint-George zdobył też dwa Puchar Etiopii (2011, 2016). W 2018 roku przeszedł do Wolaitta Dicha SC.

## Kariera reprezentacyjna
W reprezentacji Etiopii Degu zadebiutował 15 listopada 2003 roku w zremisowanym 0:0 meczu eliminacji do MŚ 2006 z Malawi. W 2013 roku został powołany do kadry na Puchar Narodów Afryki 2013.